# Matti Airola
Pour les articles homonymes, voir Airola.
Matti Aleksanteri Airola (né Mats Alexander Bruus le 18 mars 1882 à Ruokolahti et mort le 12 octobre 1939 à Léningrad) est un journaliste, avocat et homme politique finlandais. 

## Biographie
De 1892 à 1906, Matti Airola travaille comme journaliste et instituteur à Viipuri, comme rédacteur en chef du magazine Työ (fi) de 1906 à 1911, comme rédacteur en chef du magazine magazine Raivaaja (fi) à Lahti de 1911 à 1912 et comme avocat à Lahti de 1912 à 1918.
De 1908 à 1918, Matti Airola est député représentant le Parti social-démocrate de Finlande (SDP) de la circonscription de l'Est de la province de Viipuri (fi), de 1908 à 1917 puis de la circonscription du sud du Häme en 1917–1918. 
En 1912, Matti Airola est emprisonné pour un crime de lèse-majesté. 
En 1918, pendant la guerre civile finlandaise, Matti Airola est ministre de l'Intérieur de la délégation du peuple finlandais, le gouvernement de la République socialiste des travailleurs de Finlande.
En 1918, lorsque les rouges perdent la guerre, Matti Airola s'enfuit vers la Russie soviétique, où il travaille comme enseignant au séminaire finlandais de Gatchina et plus tard comme professeur de langue finnoise à l'école technique finlandaise de  Léningrad. 
Il devient citoyen soviétique en 1927.
En 1938, lors des Grandes Purges, Matti Airola est arrêté par le NKVD et condamné à cinq ans de prison. 
Il meurt en détention le 12 octobre 1939 et sera réhabilité (en) à titre posthume par les autorités soviétiques en 1957.